# Église anglaise de Lausanne
L'église anglicane de Lausanne, sous la dénomination de Christ Church, est un lieu de culte anglican situé avenue de l’Église-Anglaise, à Lausanne en Suisse. Les cultes y sont célébrés en anglais depuis 1878.

## Historique

### Prémices
Les premiers cultes anglicans sont célébrés à Lausanne dès 1816, brièvement dans une chapelle de la cathédrale et à l'église Saint-Laurent, puis dès 1818 à la chapelle de la Mercerie, que les anglicans partagent alors avec les catholiques et les protestants de langue germanique.
En 1839-1840, l'architecte Henri Fraisse construit, grâce à une importante contribution de l'anglophile William Haldimand le temple de la Croix-d'Ouchy, propriété communale qui sera désormais utilisée conjointement par la communauté protestante francophone et par les anglicans. Ce temple de la Croix-d'Ouchy était alors souvent appelé « Église anglicane ». Dès 1864, le Comité de l'église anglicane songe à racheter à la Commune ce lieu de culte, notamment pour en augmenter le nombre de places, l'affluence étant considérable.

### Église actuelle
Finalement, en 1877, un terrain est acquis un peu plus au nord, au « Pré de Grancy », dans un secteur encore peu urbanisé. On entreprend aussitôt les travaux d'après des plans dessinés par l'architecte George Edmund Street, praticien et théoricien majeur du néogothique anglais. Celui-ci prend pour point de départ de ses réflexions un projet qu'il avait imaginé en 1857 déjà en vue d'une chapelle anglicane à construire à Berne pour l'ambassadeur de Grande-Bretagne en Suisse (non réalisé). Pour gagner plus d'espace, il ajoute un bas-côté nord à la nef, un tel élément unilatéral n'étant pas rare dans les églises néogothiques d'Angleterre.
Sur place, le chantier est conduit par les architectes lausannois Edouard van Muyden et Maurice Wirz, la construction proprement dite relevant des entrepreneurs Conod & Fontenelle. La première pierre est posée le 19 juin 1877, l'église ouverte le 4 juillet 1878. Elle n'est véritablement consacrée que neuf ans plus tard, le 6 juin 1887, après extinction de la dette de construction.
L'église est complétée en 1898 d'un bas-côté sud pour gagner des sièges tandis que, pour loger le chauffage, on ajoute un croisillon méridional formant transept, ajouré d'une grande baie. Enfin le mur et la barrière en ferronnerie entourant tout le site sont érigés en 1899.
L'intérieur de l'édifice est typiquement anglais, avec sa charpente apparente et la forme de ses piliers, pourvus de socles, chapiteaux et tailloirs cylindriques, fréquents en Grande-Bretagne.
Les remarquables vitraux, pièces commémoratives offertes par des paroissiens en souvenir des membres importants de l'église, ont été réalisés entre 1878 et 1882 pour les grandes verrières est et ouest, puis jusqu'au début du XXe siècle pour les autres baies, le tout par l'entreprise Clayton & Bell, de Londres. La famille de Cerjat fait don de plusieurs vitraux dont les inscriptions, en anglais, commémorent certains de ses membres. Il s'agit du vitrail de Marie et Joseph en mémoire de Helen, veuve de Charles Thomas William George de Cerjat, du vitrail de Sainte Élisabeth en mémoire d'Auguste de Cerjat, du vitrail de Zacharie en mémoire de Clarisse de Cerjat, du vitrail de Sainte Anne en mémoire de William Woodley Frederick de Cerjat et son épouse Maria, du vitrail de Saint Syméon en mémoire de Eliza Anne Marguerite de Cerjat, et le vitrail de Jésus, Marthe et Marie de Béthanie en mémoire de Charles Thomas William George de Cerjat, Commander de la Royal Navy.
La grande verrière du chœur, montrant la Passion et la Crucifixion du Christ, est contrebalancée par celle du mur occidental, illustrant Jésus parmi les Apôtres, ainsi que son Ascension. Ces chefs-d’œuvre ont été restaurés en 1995-1996.
En 1878, au moment de la consécration de l'église, le facteur allemand Eberhard Friedrich Walcker de Ludwigsburg construit un orgue de huit jeux, déjà répartis sur deux claviers et pédalier. L'instrument est doté d'une mécanique directe. Le buffet de l'instrument ainsi que sa console sont placés dans la partie gauche du choeur. En 1882, Walcker porte cet instrument à douze jeux à l'occasion de la visite des petits-fils de la reine Victoria : les princes Albert-Victor et Georges. En 1924 la maison Tschanun de Genève agrandit l'orgue en construisant un buffet placé sur le côté droit du choeur, juste en face de celui de Walcker, selon une configuration très répandue en Grande-Bretagne. L'instrument est porté à 29 jeux, répartis sur trois claviers et pédalier. L'orgue est alors doté d'une traction pneumatique, ce qui permet de laisser la console de l'instrument à gauche dans le chœur, à l'emplacement même où Walcker l'avait lui-même placée en 1878. Au cours de cet agrandissement, la presque totalité des jeux de Walcker sont préservés. Cet instrument est aujourd'hui conservé dans son état de 1924,.
En 1925 est construite une petite annexe entre le chœur et le croisillon nord du transept pour abriter la bibliothèque anglaise. Celle-ci, précédemment, se trouvait dans une maison voisine, le Cercle anglais (English and American Club) (Av. de l'Église-Anglaise 8) élevé vers 1895. Dès 1930, cet édifice appartient à la Société immobilière de la Chapelle adventiste.
En 1927, cette église a joué un grand rôle dans l'organisation, à Lausanne, de la première conférence « Foi et Constitution» (Faith and Order) qui a mené à la création du Conseil œcuménique des Églises en 1948.
Restauration de l'église en 1974 par l'architecte Alberto Sartoris. Cet édifice a obtenu la note 2 au recensement architectural et a été classé monument historique en 1986 ; il est également classé comme bien culturel d'importance régionale.
Liste des chapelains anglicans, :
| Dates     | Nom                                  |
| --------- | ------------------------------------ |
| 1816-1817 | NN. Thruston                         |
| 1821      | Richard Greaves                      |
| 1822-1857 | Isaac Kendal Cheesbrough (1790-1857) |
| 1857-1867 | John Lawson Sisson                   |
| 1868-1883 | Robert Eden                          |
| 1883-1889 | Paul Aemilius Singer                 |
| Vacance   | Nombreux remplaçants                 |
| 1891-1912 | Daniel George Davies (1841-1912)     |
| 1913-1914 | Edward Sidney Woods                  |
| 1914-1917 | Arthur Evelyn Carey                  |
| 1918-1920 | Hugh H. H. Campbell                  |
| 1920-1935 | Gustavus Adolphus Bieneman           |
| 1935-1946 | Frank Middleton                      |
| 1946-1947 | Robert Michael Parkins               |
| 1947-1948 | Kenneth Maurice                      |
| 1948-1949 | Charles A. S. Page                   |
| 1949-1959 | Llewellyn M. S. Powell               |
| 1959-1963 | Ronald W. Hallett                    |
| 1963-1965 | Sydney Edward W. Young               |
| 1965-1968 | Andrew Donald                        |
| 1968      | Pierre Le Saux                       |
| 1968-1972 | George D. Thoms                      |
| 1972-1998 | David John Miller                    |
| 1998-2004 | Samir J. Habiby                      |
| 2005      | Adèle Kelham                         |